# Frédéric Weisgerber
Pour les articles homonymes, voir Weisgerber.
Frédéric Weisgerber, né à Sainte-Marie-aux-Mines (Haut-Rhin), le 30 mars 1868 et mort à Rabat (Maroc), le 28 décembre 1946, est un médecin et géographe français.

## Biographie
Il naquit, dans l'Alsace française de 1868, d'une famille de militaires ; il a pour arrière-grand-oncle François Christophe Kellermann.
Il étudie la médecine à Strasbourg, devenue allemande, puis à Kiel. Il y obtient son doctorat en 1892 et séjourne deux ans à Paris, pour obtenir le doctorat de médecine français. Après sa thèse, il part pour l'Angleterre afin de s'embarquer pour les Indes.
Le hasard décide autrement de ses projets la nuit de noël 1895. Il est alors médecin à bord du Bellerophon, de la Ocean S.S. Co de Liverpool, en route pour Batavia. Son navire entre en collision avec l’Émile-Héloïse de la Compagnie Schiaffino. Cet accident l'immobilise à Alger plusieurs jours.
L'année suivante, de retour d'Extrême-Orient, il décide de s'installer en Afrique du Nord ; l'Algérie et la Tunisie lui paraissent trop civilisées et Tanger trop européanisé, il décide donc de s'installer à Casablanca comme médecin.
Il a peu de patients, les européens sont rares, et il profite de son séjour pour apprendre l'arabe et étudier les mœurs et particulièrement les pratiques médicales traditionnelles. Il publie même ses observations.
En 1897, le docteur Fernand Linarès, médecin de la mission militaire française auprès du jeune sultan Moulay Abdelaziz, est absent ; Weisgerber est appelé par le grand vizir, Ahmed ben Moussa. Il se rend auprès de son malade, au camp de Sokhrat-el-Djaja d'où est menée une répression féroce contre des tribus en révolte. Prenant part au reste de la campagne, il a pu parcourir les chaouia, les doukkala et les rehamna. Il relatera cela dans Trois mois de campagne au Maroc, en 1904.
En mars 1898, de retour à Marrakech, il contracte le typhus exanthématique. Le docteur Linarès, revenu de France et un médecin du consulat d'Allemagne le soignent. Il regagne Casablanca en juin 1898 pour y passer sa convalescence.
En septembre 1898, rétabli, il part en expédition dans le nord du Maroc et visite Rabat, Meknès, Ouezzane, El Ksar, Tanger et d'autres lieux. Durant son passage à Fès il se rend, habillé en arabe, aux sources sulfureuses de Moulay Yacoub, interdites aux non-musulmans, pour les analyser et étudier l'usage qu'en font les Marocains.
En 1902, il rentre en France, puis s'embarque comme médecin sur des bateaux anglais et, de 1902 à 1904, il voyage vers l'Inde, la Chine et le Japon. Il rédige à cette époque Le Malais vulgaire, lexique à l'usage des voyageurs en Malaisie.
En 1909, il revient au Maroc, comme correspondant du journal Le Temps et surtout pour le compte du ministère français des Affaires Étrangères. Il organise des reconnaissances et publie des cartes qui serviront aux militaires français.
Il participe, en 1912, à la bataille de Séfrou (ce qui lui vaut une médaille) et il assiste à la signature des traités de protectorat entre la France et le Maroc. Il est ensuite chargé par Hubert Lyautey des contacts diplomatiques avec les caïds marocains.
En 1913, il devient conseiller du protectorat marocain.
En 1914, il s'engage comme volontaire sur le front en France, mais est rappelé au Maroc, en 1915, par Lyautey qui a grand besoin de ses services, comme contrôleur civil puis chef de circonscription des Chaouia puis de Mazagan.
Il apparaît dans la liste des agents du Corps de contrôle civil ayant été en service dans la circonscription de Doukkala, comme « chef de circonscription » du 19 septembre 1917 au 31 mars 1926.
Il est atteint par la limite d'âge et prend sa retraite en 1926. Il occupe ensuite le poste de chef du personnel de la Banque d'État du Maroc, jusqu'à sa retraite définitive en 1936.
En 1935, il publie Casablanca et les Châouïa en 1900, livre mémoire de son action au Maroc.

## Ses œuvres
- Organisation médicale en Allemagne, thèse de la Faculté de Médecine de Paris, H. Jouve, 1894, 59 p.
- Trois mois de campagne au Maroc : étude géographique de la région parcourue, Paris : Ernest Leroux, 1904, 260 p.
- Le Malais vulgaire, vocabulaire et éléments de grammaire à l'usage des voyageurs en Malaisie, Paris : E. Leroux , 1908, 64 p.
- Carte provisoire de la région de Fez, levée et dressée par le Dr F. Weisgerber, Paris : H. Barrère, 1912
- Le Maroc il y a 30 ans, conférence faite aux officiers et aux contrôleurs civils stagiaires du Cours préparatoire au Service des Affaires Indigènes du Maroc, le 4 avril 1928, Impr. réunies de la Vigie marocaine et du Petit marocain, 1928, 39 p.
- Casablanca et les Châouïa en 1900, préface du général Albert-Gérard-Léon d'Amade (1856-1941), Casablanca : sur les presses des Imprimeries réunies de la « Vigie marocaine » et du « Petit Marocain » , 1935, 139 p., fig., avec un plan de Casablanca et une carte des Châouïa, des reproductions d'aquarelles de E. W. Soudan et de photographies de l'auteur et de G. L. Tricot.
- Au seuil du Maroc moderne, Rabat : les Éditions la Porte , 1947, 368-IV p. il s'agit d'un réaménagement de Casablanca et les Châouïa en 1900, complété de 4 pages de lexique

Il publia aussi de nombreux articles
- Nouvelles géographiques : Afrique : Voyage du Dr F. Weisgerber, dans les Comptes rendus des séances de la Société de Géographie et de la Commission centrale, année 1899, Paris, 1900, p. 259-264
- Études géographiques sur le Maroc, dans La Géographie, ,vol.1, n°1, 15 juin 1900, p. 437-448
- Itinéraire de Salé à Tanger, par Mequirez, Fez, Ouazzan, Alkazar, Larache, Azila, Tétouan, dans La Géographie, vol.3, n°1, 15 mai 1901, p. 381-390
- Itinéraire de Casablanca aux Beni-Meskir, dans La Géographie, vol.4, n°2, 1901, p. 235-241
- Explorations au Maroc, dans La Géographie, vol.5, n°1, 1902, p. 321-339
- La ville de Fez, dans la Revue générale des sciences pures et appliquées, Paris : Doin, 1905, vol.16, pp. 634-639
- Huit jours à Ténériffe, dans la Revue générale des sciences pures et appliquées, Paris : Doin, 1905, vol.16, pp. 1038-1045